# Nuoto ai XIX Giochi asiatici - 200 metri misti femminili
La gara dei 200 metri misti femminili di nuoto ai XIX Giochi asiatici si è svolta il 25 settembre 2023, durante i XIX Giochi asiatici, presso l'Hangzhou Olympic Sports Expo Center.

## Podio
| Pos.    | Atleta        | Nazione       |
| ------- | ------------- | ------------- |
| Oro     | Yu Yiting     | Cina          |
| Argento | Ye Shiwen     | Cina          |
| Bronzo  | Kim Seo-yeong | Corea del Sud |

## Record
Prima della manifestazione il record del mondo (RM), il record asiatico (AS) e il record dei giochi (RC) erano i seguenti.
|  | 2'06"12 | Katinka Hosszú | 3 agosto 2015 San Paolo |
|  | 2'07"57 | Ye Shiwen      | 31 luglio 2012 Londra   |
|  | 2'08"34 | Kim Seo-yeong  | 24 agosto 2018 Giacarta |

Durante la competizione è stato migliorato il seguente record:
|  | 2'07"75 | Yu Yiting |

## Programma
| Data              | Ora (UTC+8) | Turno    |
| ----------------- | ----------- | -------- |
| 25 settembre 2024 | 11:05       | Batterie |
| 25 settembre 2024 | 20:28       | Finale   |

## Risultati

### Batterie
| Pos. | Batteria | Atleta                 | Nazionalità   | Tempo   | Note |
| ---- | -------- | ---------------------- | ------------- | ------- | ---- |
| 1    | 2        | Mio Narita             | Giappone      | 2'13"93 |      |
| 2    | 3        | Yu Yiting              | Cina          | 2'14"02 |      |
| 3    | 3        | Ye Shiwen              | Cina          | 2'14"56 |      |
| 4    | 1        | Sim En Yi Letitia      | Singapore     | 2'15"59 |      |
| 5    | 1        | Yui Ohashi             | Giappone      | 2'15"66 |      |
| 6    | 2        | Kamonchanok Kwanmuang  | Thailandia    | 2'16"23 |      |
| 7    | 2        | Kim Seo-yeong          | Corea del Sud | 2'16"27 |      |
| 8    | 1        | Xiandi Chua            | Filippine     | 2'16"43 |      |
| 9    | 3        | Chloe Cheng            | Hong Kong     | 2'19"09 | R    |
| 10   | 1        | Xeniya Ignatova        | Kazakistan    | 2'19"13 | R    |
| 11   | 3        | Jinjutha Pholjamjumrus | Thailandia    | 2'19"95 |      |
| 11   | 3        | Ng Lai Wa              | Hong Kong     | 2'19"99 |      |
| 13   | 2        | Chloe Isleta           | Filippine     | 2'20"54 |      |
| 14   | 1        | Valerie Tarazi         | Palestina     | 2'20"57 |      |
| 15   | 3        | Cheang Weng Chi        | Macao         | 2'26"46 |      |
| 16   | 2        | Hashika Ramachandra    | India         | 2'28"29 |      |
| 17   | 1        | Elizaveta Rogozhnikova | Kirghizistan  | 2'31"69 |      |
| 18   | 1        | Jehanara Nabi          | Pakistan      | 2'34"18 |      |
| 19   | 2        | Anungoo Temuujin       | Mongolia      | 2'41"93 |      |
| 20   | 2        | Anima Enkhbaatar       | Mongolia      | 2'44"70 |      |
| -    | 3        | Meral Ayn Latheef      | Maldive       | DSQ     |      |

### Finale
| Pos. | Atleta                | Nazionalità   | Tempo   | Note |
| ---- | --------------------- | ------------- | ------- | ---- |
|      | Yu Yiting             | Cina          | 2'07"75 |      |
|      | Ye Shiwen             | Cina          | 2'10"34 |      |
|      | Kim Seo-yeong         | Corea del Sud | 2'10"36 |      |
| 4    | Mio Narita            | Giappone      | 2'10"76 |      |
| 5    | Kamonchanok Kwanmuang | Thailandia    | 2'14"79 |      |
| 6    | Yui Ohashi            | Giappone      | 2'15"01 |      |
| 7    | Sim En Yi Letitia     | Singapore     | 2'15"51 |      |
| 8    | Xiandi Chua           | Filippine     | 2'16"18 |      |